# Pravaja Ljasnaja
Pravaja Ljasnaja (vitryska: Правая Лясная) är ett vattendrag i Belarus, på gränsen till Polen. Det ligger i den västra delen av landet, 290 km sydväst om huvudstaden Minsk.
Trakten runt Pravaja Ljasnaja består till största delen av jordbruksmark. Runt Pravaja Ljasnaja är det ganska glesbefolkat, med 25 invånare per kvadratkilometer.